# ¡Teruel Existe!
¡Teruel Existe! (deutsch: Teruel existiert!) ist eine seit 1999 bestehende Bürgerbewegung in der spanischen Provinz Teruel. Bei der spanischen Parlamentswahl vom 10. November 2019 trat sie als Wählergruppe an, wurde in der Provinz stärkste Kraft und zog mit einem Abgeordneten in das spanische Abgeordnetenhaus ein.

## Provinz Teruel
Die Provinz Teruel ist die südlichste der drei Provinzen der Region Aragonien. Sie ist eine der am meisten ländlich geprägten Spaniens. Die Bevölkerungsdichte liegt bei 9 Einwohner/km² (Gesamtspanien: 92,2 Einwohner/km²). Die größte Stadt und gleichzeitig Provinzhauptstadt Teruel hat lediglich 35.000 Einwohner und ist damit die Provinzhauptstadt Spaniens mit den wenigsten Einwohnern.
Die Einwohnerzahl der von Landflucht betroffenen Provinz ging von Anfang des 20. Jahrhunderts (1910: 266.000 Einwohner) bis 2002 (nur noch 133.000 Einwohner) beständig zurück. Bis 2008 stieg sie kurzfristig auf 146.000 Einwohner an und fällt seitdem wieder (2019: 133.000 Einwohner).

## Ursprung und Entwicklung der Bürgerbewegung
Die Bürgerbewegung hat ihre Ursprünge im Jahr 1999, als verschiedene Initiativen, die jede für sich jeweils bestimmte Missstände (kein Anschluss der Provinz ans Autobahnnetz, unzureichende Bahnverbindung, Probleme in der Gesundheitsversorgung etc.) anprangerten, zu gemeinsamen Protesten aufriefen.
Eine Autobahnverbindung erhielt die Provinz mit der A-23 (Sagunt-Saragossa) im Jahr 2005. Ein Anschluss an das Hochgeschwindigkeitsnetz der Bahn ist auch 2019 weder vorhanden noch geplant.
2019 gewann das Thema der ländlichen, sich von der Entwicklung abgehängt fühlenden Gegenden unter dem Schlagwort España vacía ("leeres Spanien") bzw. España vaciada ("entleertes Spanien") an öffentlicher Aufmerksamkeit. Am 31. März 2019 kam es zu einer Demonstration in Madrid. ¡Teruel Existe! schloss sich mit ähnlichen Bewegungen aus anderen Regionen zur Coordinadora de la España Vaciada zusammen. Am 4. Oktober 2019 befolgten nach Angaben der Organisatoren 300.000 Bürger bei 10.000 Veranstaltungen in 23 Provinzen Spaniens den Aufruf zu einem fünfminütigen Protest.
¡Teruel Existe! beschloss als Wählergruppe im Wahlkreis Teruel (identisch mit der Provinz) an der Parlamentswahl vom 10. November 2019 teilzunehmen. Sie wurde mit 26,7 % der Stimmen noch vor der PSOE (25,5 %) und der PP (23,7 %) stärkste Kraft im Wahlkreis und stellt seitdem einen der drei Abgeordneten der Provinz im spanischen Abgeordnetenhaus.